# 8580 Pinsky
8580 Pinsky (1996 XZ25) là một tiểu hành tinh vành đai chính được phát hiện ngày 14 tháng 12 năm 1996 bởi P. G. Comba ở Prescott.